# Quaestiones Disputatae de Veritate
As Quaestiones Disputatae de Veritate (doravante QDV e às vezes escrito de Ueritate) de Tomás de Aquino é uma coleção de questões que são discutidas no estilo de disputa da escolástica medieval. Ele abrange uma variedade de tópicos centrados na verdade, no bem e na busca do homem por eles, mas as questões variam amplamente, desde a definição da verdade até a providência divina, a consciência, o bem e a livre decisão.

## Autoria
A obra foi escrita originalmente por volta de 1256–1259, durante o primeiro período de Aquino em Paris.  
É uma das poucas obras de Aquino para as quais o ditado original (para as questões 2 a 22) ainda existe.  Esta determinação foi feita por A. Dondaine da Comissão Leonina em 1956 e é geralmente aceita pelos estudiosos. 
Seguindo a forma de uma disputatio, a QDV compreende uma série de artigos, cada um sendo uma palestra de Aquino seguida de "disputa" em resposta de seus alunos.  O todo foi reunido a partir de uma série de sessões ao longo de três anos escolares, e o fato de que a média é de cerca de 80 artigos por ano, o que é um pouco mais do que o número de dias letivos no ano (estimado por Bernardo Carlos Bazán entre 79 e 75 dias), indica que foi acumulado por Aquino e seus alunos à taxa de 1 artigo por dia; embora seja altamente provável que não seja um relato literal da disputatio do dia real, já que o processo usual envolvia alguma reorganização para formar o trabalho final, e também, evidentemente, alguma edição porque, em geral, a qualidade, a extensão e a complexidade do trabalho estão acima do que se esperaria de uma discussão ao vivo e não editada dos alunos. 
Provas de que o trabalho final foi compilado e editado rapidamente após a disputatio real compreende uma catalogação inicial nas obras publicadas de Aquino em 1293, um contra-argumento ainda anterior de William de la Mare contra as teses da QDV a partir de 1278, e citações que correspondem a fragmentos da QDV no Speculum maius de Vicente de Beauvais, que data de algum tempo antes de sua morte em 1264/65. 

## Texto e traduções modernas
A edição leonina foi publicada em 1925 e novamente em 1964. 
Foi traduzido para o alemão por Edith Stein em duas partes, questões 1 – 13 publicadas em 1931 e questões 14 – 29 em 1932, que foi republicado em 1952 e 1955, e novamente em 1970.   Martin Grabmann forneceu um prefácio para sua tradução.  Embora ela tivesse iniciado um estudo da QDV anteriormente, foi Erich Przywara que lhe solicitou que fizesse a tradução completa, que ela concluiu em 1929.  Ao traduzi-lo para termos filosóficos alemães modernos, ela o tornou mais acessível, mas ao mesmo tempo incorreu em objeções de pessoas como (por exemplo) Laurentius Siemer, que realmente a ajudou com o trabalho e o criticou em uma carta a ela em 1934 como uma tradução incorreta que enquadrou mal Aquino em termos fenomenológicos .  A resposta de Stein a Siemer foi que "Ninguém sabe melhor do que eu o quão pouco versado sou no tomismo".  O seu trabalho na tradução desta e de outras obras levou-a, de fato, a reinterpretar a fenomenologia em termos tomistas. 
Foi traduzido para o italiano por Fernando Fiorentino (com notas e introdução de Maurizio Mamiani) em 2005.  V.O. Benetollo e R. Coggi editaram uma tradução para o italiano em 3 volumes que foi publicada em 1993. 
Uma tradução completa para o inglês foi publicada pela Henry Regnery Company em três volumes a partir de 1952, o primeiro volume traduzido por R.W. Mulligan, o segundo por J.V. McGlynn e o terceiro por R.W. Schmidt.   Francis-Xavier Putallaz publicou uma tradução francesa da questão 1 em 1986, B. Jollès das questões 4 e 9 em 1983 e 1992, e Serge-Thomas Bonino das questões 12 em 1989 e 1992.  Em 2005, foi relatado que Bonino estava trabalhando na tradução de todo o livro para o francês. 

## Estrutura e conteúdo
A QDV é composta por 253 artigos, reunidos em 29 questões que se dividem em dois grupos gerais.  O primeiro grupo é composto pelas questões de 1 a 20 que tratam da verdade e do conhecimento, sendo o título de todo o trabalho derivado do título da questão 1.  O segundo grupo é composto pelas questões 21 a 29 que tratam do bem e do apetite pelo bem.  Serge-Thomas Bonino sugeriu que dentro de cada grupo existe uma subestrutura que começa com Deus, depois prossegue para os anjos, depois para as estruturas do homem e, finalmente, para as realizações históricas do homem. 
O trabalho está subdividido em 29 questões, conforme segue:
1. de Veritate - sobre a Verdade
2. de Scientia Dei - sobre o conhecimento de Deus
3. de Ideis - sobre Ideias
4. de Verbo - sobre a Palavra Divina e os Nomes das Coisas
5. de Providentia - sobre a Providência
6. de Praedestinatione - sobre a Predestinação
7. de Libro Vitae - sobre o Livro da Vida
8. de Cognitione Angelorum - sobre o Conhecimento dos Anjos Este é um dos textos onde Aquino elabora sua teoria do conhecimento angélico, juntamente com a Summa Theologicae, Quodlibet 9 e o Scriptum super libros Sententiarum .[14]  Esta questão abrange um ponto que não é abordado no último Scriptum , a saber, como os anjos tinham o que Agostinho chamou de "conhecimento matinal" sem ter acesso direto a Deus.[15]  Aquino expõe a declaração do problema de Agostinho de que os anjos tinham apenas poderes naturais e ainda assim tinham "conhecimento matinal" da Criação, o que exigiria acesso sobrenatural, e responde de duas maneiras diferentes, mas não escolhe qual é a resposta certa.[16]  Ou, diz Aquino, os anjos só ganham "conhecimento matinal" após a beatificação e não têm acesso inerente a ele como foram originalmente criados, ou sua percepção de Deus não era direta, mas um reflexo do conhecimento imbuído neles, uma cópia da Palavra de Deus no anjo, por assim dizer. [17]
9. de Communicatione Scientiae Angelicae per Illuminationes et Locutiones - sobre a Comunicação dos Anjos através de Iluminações e Locuções
10. de Mente in qua est Imago Trinitatis - sobre a Mente enquanto Imagem da Trindade Esta é uma sistematização do que Aquinas abordou inicialmente no Scriptum super libros Sententiarum, que finalmente amadureceria na Summa Theologicae.[18] Nele, ele discute ideias como uma distinção entre saber que alguém tem uma alma versus saber o que essa alma realmente é, ou seja, a natureza geral das almas.[19]  O primeiro ele subdivide ainda mais em saber que alguém tem uma alma por causa de suas ações, por causa de uma consciência inata das almas de si mesmas, simplesmente raciocinando e como resultado de julgar que é simplesmente verdade que alguém tem uma alma.
11. de Magistro - sobre Ensino Esta questão fornece uma visão sobre a visão de Aquino sobre o ensino em si.[20]  Aquino apresenta uma visão agostiniana do ensino sendo dividida em processos "interiores" e "exteriores"; que é modificada pelas ideias aristotélicas.[21] O primeiro processo é inventio, um meio de ensino que é reservado a Deus, o professor principal, um processo de "razão natural [chegando] por si mesma ao conhecimento de coisas previamente desconhecidas".[22]  O último processo é disciplina, um meio de ensino disponível ao Homem, um processo pelo qual um professor tenta transmitir a um aluno os mesmos processos inventio pelos quais o professor passou..[22]
12. de Prophetia - sobre Profecia
13. de Raptu - sobre o arrebatamento, ou êxtase religioso
14. de Fide - sobre a fé
15. de Ratione Superiori et Inferiori - sobre Razão Superior e Razão Inferior
16. de Synderesi - sobre Sindérese
17. de Conscientia - sobre Consciência
18. de Cognitione Primi Hominis in Statu Innocentiae - sobre o Conhecimento do primeiro homem no Estado de Inocência
19. de Cognitione Animae post Mortem - sobre o Conhecimento da Alma após a morte
20. de Scientia Animae Christi - sobre o conhecimento da alma de Cristo
21. de Bono - sobre o Bem
22. de Appetitu Boni et Voluntate - sobre a busca do bem e a vontade
23. de Voluntate Dei - sobre a Vontade de Deus
24. de Hominis Libero Arbitrio - Sobre a Livre Decisão do Homem
25. de Sensualitate - sobre a Sensualidade, ou melhor, "a parte sensível e apetitiva da alma"[23]
26. de Passionibus - sobre as emoções
27. de Gratia - sobre a Graça
28. de Remissio Peccatorum - sobre a Remissão dos pecados
29. de Gratia Christi - Sobre a graça de Cristo

### Textos e edições críticas
- «Quaestiones». S. THOMAE DE AQUINO OPERA OMNIA (em latim). Corpus Thomisticum